# Nørlem Kirke
Nørlem Kirke ved Lemvig er en dansk kirke fra 1100-tallet i romansk stil. Kirkens tårn blev tilføjet i den sengotiske periode, ca. 1425-1550.
Ved kirkegården ligger Stjernhjelms Hospital, en gammel hvidkalket bygning indstiftet af Jens Wandborg de Stjernhjelm.
- Stjernhjelms Hospital og Skole
- Stjernhjelms Hospital og Skole

## Eksterne kilder og henvisninger
- Nørlem Kirke på KortTilKirken.dk
- Nørlem Kirke på danmarkskirker.natmus.dk (Danmarks Kirker, Nationalmuseet)